# Cornelia Kramer
Cornelia Kramer (Aalborg, 16 dicembre 2002) è una calciatrice danese, attaccante del Bayer Leverkusen e della nazionale danese.

## Carriera

### Club
Kramer inizia la carriera nell'Aalborg, squadra della sua città natale, facendo tutta la trafila delle giovanili fino alla formazione Under-18, debuttandovi nel novembre 2016, all'età di 13 anni. Dal 2018 viene aggregata alla prima squadra che disputa la 1. division, secondo livello del campionato danese femminile di calcio, condividendo con le compagne il percorso che, nella stagione 2019-2020, anche grazie alle sue 10 reti su 14 incontri, migliore marcatrice della squadra
, vede l'AaB fare un campionato di vertice, concludendo al 2º posto nel cosiddetto turno di qualificazione dietro al HB Køge e ottenendo la promozione in Elitedivisionen. Rimasta con il club anche la stagione successiva, il nuovo tecnico Martin Dale Stephens la fa debuttare da titolare già dalla 1ª giornata di campionato, tuttavia la squadra rivelatasi non competitiva, non permette a Kramer di mettersi in luce, chiudendo la stagione con 13 incontri ma nessuna rete.
Nell'estate 2021 si trasferisce alle neocampionesse in carica del HB Koge avendo così l’opportunità di debuttare in UEFA Women's Champions League. A disposizione del tecnico Søren Randa-Boldt, ex commissario tecnico delle nazionali femminili danesi, sia giovanili che quella maggiore,  debutta in campionato con la nuova maglia alla 1ª giornata, nella vittoria per 3-1 con il Thy-Thisted Q, andando a rete per la prima volta il 28 agosto 2021, alla 4ª giornata, portando il risultato sul parziale di 2-0 con la sua ex squadra, incontro poi terminato 3-0, e ripetendosi una settimana più tardi aprendo le marcature nella vittoria per 2-0 sull'AGF. Nel frattempo si era già messa in luce in Champions, siglando la rete della vittoria sulle ceche dello Sparta Praga nella gara d'andata, ripetendosi anche nel ritorno, fissando il risultato sul 2-0 e diventando la maggiore artefice del passaggio del turno alla fase a gironi.

### Nazionale
Kramer inizia a essere convocata dalla Federcalcio danese nel 2017, vestendo inizialmente la maglia della under 16, e dove tra amichevoli e Nordic Cup 2018 marca 7 presenze e siglando 8 reti.
Sempre nel 2018 passa alla formazione under 17 impegnata nella fasi di qualificazione all'Europeo di Bulgaria 2019. Nel torneo scende in campo in cinque dei sei incontri delle due fasi, siglando complessivamente 9 reti, comprese una tripletta all'Ucraina e due doppiette, alle Fær Øer e, nella fase élite, all'Italia, contribuendo all'accesso alla fase finale della sua nazionale a cui mancava dall'edizione 2012. Tuttavia la Danimarca, inserita nel gruppo A, con una vittoria, un pareggio e una sconfitta conclude al 3º posto venendo di conseguenza eliminata già alla fase a gironi. Inserita nuovamente in rosa, in questa fase gioca tutte le tre partite del gruppo A, vestendo la maglia della U17 per l'ultima volta, dove apre anche le marcature, nella vittoria per 2-0 sulle pari età della Bulgaria.
Passata infine alla under 19, viene chiamata dal tecnico Kristian Mørch Rasmussen in occasione delle qualificazioni all'Europeo di Georgia 2020, giocando tutti i tre incontri della prima fase prima che il torneo venisse cancellato a seguito delle limitazioni dovute alla pandemia di COVID-19. Kramer indossa la maglia della U19 anche nei tre incontri disputati all'edizione 2020 Torneo di La Manga.
Tra l'ottobre 2023 e il giugno 2024 marca 6 presenze con la selezione under 23, tutte in amichevole, siglando 2 reti alle pari età della Scozia nell'ultimo doppio scontro con le britanniche, per venire nel frattempo chiamata dal commissario tecnico Andrée Jeglertz ai primi stage di valutazione della nazionale maggiore.
Con quest'ultima debutta il 29 ottobre 2024 nell'amichevole persa 2-1 con i Paesi Bassi all'Esbjerg Stadion rilevando Frederikke Thøgersen a cinque minuti dal fischio finale e siglando l'unica rete danese qualche minuto più tardi. Successivamente Jeglertz decide di concederle maggiore fiducia, inserendola costantemente in rosa e impiegandola durante l'edizione 2025 della UEFA Women's Nations League.

## Palmarès

### Club
- Campionato danese: 2

HB Køge: 2021-2022, 2022-2023